# Miri Mesika
Miri Mesika (en hébreu,מִירִי מְסִיקָה), née le 3 mai 1978 à Herzliya, est une chanteuse et actrice israélienne.

## Parcours
Elle étudie le solfège dans le conservatoire de Herzliya avant d'être admise au lycée de HaYovel en 1994, où elle étudie la musique et le théâtre. Puis, elle est sous-officière dans le corps de l'infanterie de l'Armée de défense d'Israël et en 1999, elle commence ses études à l'école du jazz et de la musique contemporaine de Rimon, à Ramat Hasharon ; en terminant, elle étudie l'art dramatique à l'École d'art dramatique Sofi Moskovich, avec laquelle elle représente des œuvres comme La Nuit de l'iguane où Noces de sang. 
Pendant ses études à Rimon, elle est membre de divers groupes musicaux, où elle connaît son futur époux et manager, le musicien Ori Zakh, ils se sont mariés le 2 juin 2005. Elle gagne aussi le Festival de la Chanson Shirimon de l'école Rimon. 

## 2004-2005: le début musical
Miri Mesika devient connue avec un album homonyme de la compagnie discographique Anana, produit et mixé par Ori Zakh et Shmulik Neufeld. Le premier single, Tipa Tipa (טיפה טיפה, "Peu à peu"), obtient un succès modeste, mais les suivants singles écrits par Keren Peles, Novembre (נובמבר) et LeSham (לשם, "Vers là") obtiennent un grand succès, LeSham gagne le prix Galgalatz à la meilleure chanson en 2005. De plus, Miri Mesika obtient deux autres prix Galgalatz, à la meilleure chanteuse et au meilleur artiste nouveau. En 2006, elle obtient un autre prix, le prix Ami à la meilleure chanteuse de la chaîne israélienne Music 24.

## 2005-2006: l'actrice débutante
En tant qu'actrice, elle commence avec la comédie musicale Le Roi Salomon et le chasseur Shalmai du théâtre Habima, qui gagne le prix à la meilleure comédie musicale de l'année dans les Prix Israéliens du Théâtre. 
En 2006, elle apparaît dans le film Shalosh Imahot ("Trois Mères"), avec Yoram Hatav et Yehezkel Lazarov (en) ; et elle participe à la bande son de ce film et à la bande son du film Aviva Ahuvati ("Aviva, mon amour").

## 2006-2008: le deuxième album
En 2006, elle enregistre la chanson Kluv shel Zahav (כלוב של זהב, "Une Caverne d'or") avec Teapacks, pour son album Radio/Musika/Ivrit.
En février 2007, elle édite son deuxième album, Shalom LaEmunot (שלום לאמונות, "Adieux aux croyances") produit et mixé par son mari Ori Zakh, et avec des chansons des compositeurs comme Aya Korem, Keren Peles, Eric Berman ou Itay Perl.
Avec Shalom LaEmunot, elle obtient les prix Galgalatz et Reshet Gimel à la meilleure chanteuse, et la chanson Akhshav Ata Hozer BeHazara (עכשיו אתה חוזר בחזרה, "Maintenant que tu reviens"), d'Eric Berman, obtient le prix Reshet Gimel à la chanson de l'année. En 2008, elle obtient aussi un autre prix Ami de la chaîne Music 24 à la meilleure chanteuse. 
En 2007, elle participe au film d'Amos Gitai "The Dybbuk in Haifa" et au festival pour des enfants Festigal. 
En mars 2008, elle édite une version de la chanson de Berry Sakharof, Kakha ze (ככה זה, "C'est comme ça") pour le projet Hebrew Labor dédicacé au 60e anniversaire de l'État d'Israël. En septembre, Miri Mesika et Eric Berman sortent la chanson Erev Hag (ערב חג, "Veille de vacances"), écrite par Berman et dédicacé à Gilad Shalit, un soldat israélien séquestré pendant deux ans par Hamas, et en septembre aussi, le duo Mesika et Ofer Bashan éditent HaOr Yizrah Gam Benifrad (האור יזרח גם בנפרד, "La Lumière brillera à distance") pour le deuxième album de Bashan. 
En 2008 Mesika est la narratrice de la comédie musicale Joseph and the Amazing Technicolor Dreamcoat du théâtre Habima et en novembre 2008, commence une tournée en Israël. 

## Discographie
- Miri Mesika, 2005
- Shalom LaEmunot, 2007
- Hebrew Labor, 2008, collaboration.

## Filmographie
- Shalosh Imahot ("Trois mères"), 2006
- The Dybbuk in Haifa, 2007

## Prix
- Galgalatz, meilleur artiste nouveau, 2005.
- Galgalatz, meilleure chanteuse, 2005, 2007.
- Reshet Gimel, meilleure chanteuse, 2007.
- Prix Ami de Musiv 24, meilleure chanteuse, 2006, 2008.